# 1988 Delores
1988 Delores је астероид главног астероидног појаса са средњом удаљеношћу од Сунца која износи 2,153 астрономских јединица (АЈ).
Апсолутна магнитуда астероида је 13,6.